# IS-P
IS-P (anche: IS-T. Nome in codice: Uran) era il nome di un satellite artificiale sovietico progettato per funzionare da bersaglio nelle prove dei satelliti ASAT IS-A. Lo sviluppo fu curato dalla Chelomei (che lo designò con la sigla I2M) sulla del satellite ASAT IS-A. Complessivamente, furono effettuati quattro lanci dal cosmodromo di Baikonur tra il 1968 ed il 1970, tramite vettori Tsiklon, che posizionarono i satelliti in orbita terrestre media.
Gli IS-P avevano una massa di 1.400 kg (la medesima degli IS-A, da cui derivava), un'inclinazione di 65,8 gradi ed un'orbita tipica di 778 km per 1.113 km.
Successivamente, i satelliti IS-P furono sostituiti da altri dispositivi bersaglio sviluppati dalla Yangel, più economici, che potevano essere portati in orbita dai più piccoli Kosmos.

## Storia operativa
Complessivamente, ne furono costruiti quattro esemplari, tutti lanciati con successo mediante altrettante missioni Cosmos. I lanci di satelliti bersaglio erano di norma seguiti dal lancio di un satellite intercettore IS-A. Tuttavia, se il satellite bersaglio non entrava in orbita, di solito veniva annullato anche il lancio successivo dell'intercettore.
- 24 aprile 1968: Cosmos 217. Lancio riuscito, ma fallimento della missione a causa del mancato distacco del satellite dal vettore. Gli occidentali non collegarono il lancio al programma ASAT.
- 19 ottobre 1968: Cosmos 248. Lancio riuscito. Il satellite fu intercettato più volte dal Cosmos 249 il giorno successivo, e distrutto definitivamente dal Cosmos 252 il 1º novembre.
- 6 agosto 1969: Cosmos 291. Lancio riuscito, ma il satellite non entrò nella giusta orbita per un malfunzionamento dei propulsori. Gli occidentali non collegarono il lancio al programma ASAT.
- 20 ottobre 1970: Cosmos 373. Fu manovrato in modo tale da fornire un obiettivo a due satelliti IS intercettori, i Cosmos 374 e 375.